# Григорович Леся Василівна
Леся Василівна Григорович (нар. 11 січня 1983, Київ) — українська волонтерка, засновниця благодійного фонду - Фундація допомоги захисникам України  "Lesia UA foundation"

## Біографія

### Після повномасштабного вторгнення
Після лютого 2022 року Леся Григорович активно бере участь у допомозі ЗСУ. З самого початку повномасштабного вторгнення створила благодійний фонд - Фундація допомоги захисникам України “Lesia UA”. Який постійно надає допомогу багатьом військовим підрозділам, окремим військовослужбовцям, допомогу вимушеним переселенцям, дітям та притулкам, які утримують безхатніх тварин.
Головний меценат Фонду Сергій Григорович - чоловік та бізнесмен, засновник компанії GSC Game World

## Відзнаки та нагороди
- Наказом Головнокомандувача Збройних Сил України Залужного В.Ф. від 02.11.2023 #2585 відзначена почесним нагрудним знаком Головнокомандувача Збройних Сил України "За сприяння війську"
- Подяки від Головного управління розвідки МО України
- Третьої окремої штурмової бригади
- бригади спеціального призначення НГУ "Азов"

## Благодійність
Засновниця одноїменного благодійного фонду "Lesia UA". За весь час повномасштабного вторгнення Фундація допомоги захисникам України та надала допомогу ЗСУ більше 20 мільйонів доларів.
Основні витрати включають: грошову допомогу, закупівлю та виробництво дронів, купівлю та передачу машин та іншої техніки для ЗСУ, спецтехніки, ремонт цієї техніки, утворення власної Школи дронів, купівлю приміщення та необхідних інструментів для навчання пілотів. 
Для поранених воїнів та переселенців надавали медикаменти, засоби для лікарень. 
Для переселенців - побутову техніку, продовольчі і сімейні набори. 
Для дітей - надали приміщення для занять, реконструювали приміщення дитбудинку, надавали автобуси, побутову техніку, продуктові набори. Також постійно надають допомогу реабілітаційному центру "Hippos", центру для дітей у Замлинні, арт-реабілітаційному центру "Пятерня" в Луцьку.

## Сім'я
У шлюбі із Сергій Григорович.
У 2024 народилися двоє дітей двійнят Григорович Гордій Сергійович, та Григорович Марта Сергіївна.
Має двох дітей від попереднього шлюбу - Давид та Олександр.